# Gerőcs László
Gerőcs László (Budapest, 1952. június 1. – 2024. szeptember 30. vagy előtte) magyar matematikatanár.
Az Eötvös Loránd Tudományegyetem matematika–fizika szakán végzett 1975-ben. A budapesti Eötvös Loránd Tudományegyetem Trefort Ágoston Gyakorlógimnáziumának matematikatanára. 1981-ben doktori címet szerzett a magasabb rendű lineáris rekurzív sorozatok vizsgálatainál elért eredményeivel.

## Munkássága
Több mint negyven szakkönyvet, feladatgyűjteményt jelentetett meg (Akadémiai Kiadó, Nemzeti Tankönyvkiadó, Scolar Kiadó, FISZ, TREFF), valamint számos publikációja látott napvilágot többek között az USA-ban, Németországban, Romániában és Magyarországon.
1995 és 2000 között a Magyar Televízióban vezette a REPETA-matek című műsort.

## Díjai, elismerései

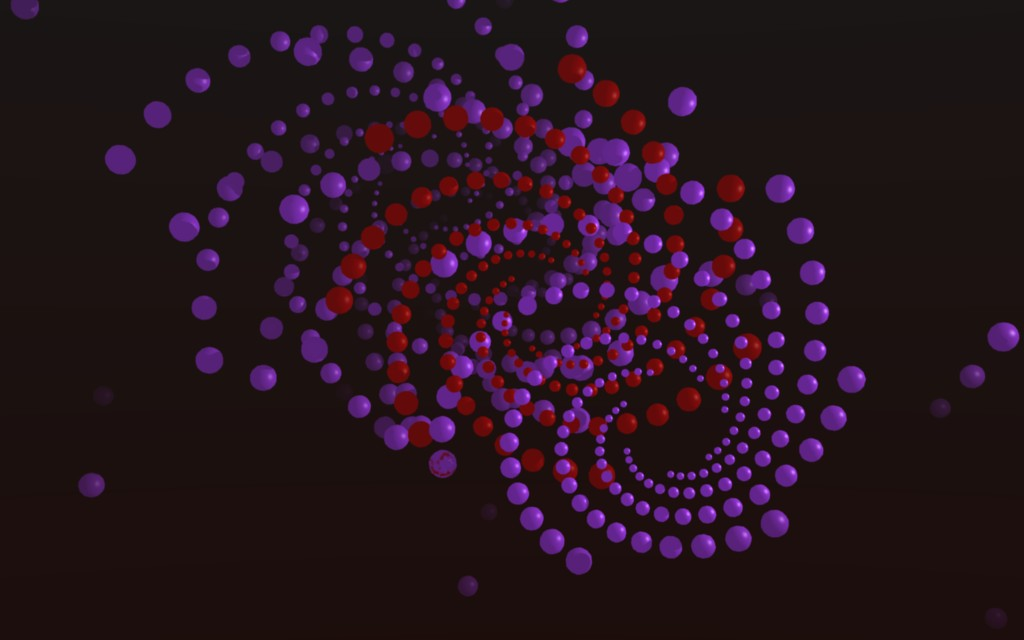
A Fibonacci-sorozat általánosítása

- 2000-ben a Magyar Tudományos Akadémia Tudós Tanár díjjal jutalmazta.
- 2004-ben Ericsson-díjjal tüntették ki.
- 2011-ben a Nemzeti Tankönyvkiadó Érdemes Tankönyvíró díjjal méltatta munkásságát. (A laudáció innen érhető el[halott link])

## Fontosabb művei megjelenési sorrendben
- Érettségi-felvételi matematikapéldák (Műszaki könyvkiadó), 1992
- Érettségi - felvételi matematikapéldák; Műszaki, Budapest, 1992
- 30 feladatsor matematikából felvételizőknek; Tankönyvkiadó, Budapest, 1993 (Irány az egyetem!)
- A Fibonacci-sorozat általánosítása (Scolar Kiadó), 1998
- Azok a csodálatos húrnégyszögek (Műszaki Könyvkiadó), 1999
- Újra Irány az egyetem!; Nemzeti Tankönyvkiadó, Budapest, 2000
- A kétszintű matematika érettségi módszertani kézikönyve; DFT-Hungária,  Budapest, 2004
- A húrnégyszögek meghódítása (Akadémiai Kiadó), 2010
- Matematika – kézikönyv (Akadémiai Kiadó), 2010
- Matematika gyakorló és érettségire felkészítő feladatgyűjtemény I., II., III., IV. (Nemzeti Tankönyvkiadó)
- Repeta matek I., II., III., IV. (Scolar Kiadó)
- Matematika-érettségi – Gyakorlófeladat-sorok az írásbeli érettségire I., II., III. (Scolar Kiadó)